# Basketball Bundesliga de 1966–67
A Temporada 1967–68 da Basketball Bundesliga foi a 1.ª edição da principal competição de basquetebol masculino na Alemanha. A equipe do MTV 1846 Gießen de Hesse conquistou o seu segundo título nacional.

## Equipes participantes
| Norte              | Norte         | Sul                    | Sul               |
| Clube              | Localização   | Clube                  | Localização       |
| ------------------ | ------------- | ---------------------- | ----------------- |
| VfL Osnabrück      | Osnabruque    | MTV 1846 Giessen       | Giessen           |
| ATV 77 Düsseldorf  | Dusseldórfia  | TSV Schwaben Augsburg  | Augsburgo         |
| TuSA 06 Düsseldorf | Dusseldórfia  | TSV 1860 München       | Munique           |
| TSV Hagen 1860     | Hagen         | FC Bayern München      | Munique           |
| SSV Hagen          | Hagen         | MTSV Schwabing         | Munique           |
| Hellas Göttingen   | Gotinga       | BC Darmstadt           | Darmstadt         |
| Oldenburger TB     | Oldemburgo    | Heidelberger TV 1846   | Edelberga         |
| ASC Gelsenkirchen  | Gelsenkirchen | USC Heidelberg         | Edelberga         |
| MTV Wolfenbüttel   | Volfembutel   | SV Möhringen           | Estugarda         |
| Post-SV Hannover   | Hanôver       | PSV Grünweiß Frankfurt | Frankfurt am Main |

## Classificação Fase Regular

### Grupo Norte
| Pos. | Clube              | Pts   | Pts+ : Pts- | Classificação                   |
| ---- | ------------------ | ----- | ----------- | ------------------------------- |
| 1    | VfL Osnabrück      | 36:0  | 1527:1178   | Classificados para segunda fase |
| 2    | SSV Hagen          | 36:0  | 1527:1178   | Classificados para segunda fase |
| 3    | MTV Wolfenbüttel   | 23:13 | 1132:1042   |                                 |
| 4    | TuSA 06 Düsseldorf | 21:15 | 1209:1136   |                                 |
| 5    | ATV 77 Düsseldorf  | 20:16 | 1268:1139   |                                 |
| 6    | Oldenburger TB     | 16:20 | 1194:1191   |                                 |
| 7    | ASC Gelsenkirchen  | 13:23 | 1129:1283   |                                 |
| 8    | Post-SV Hannover   | 12:24 | 1060:1247   |                                 |
| 9    | Hellas Göttingen   | 10:26 | 1149:1306   | Rebaixados                      |
| 10   | TSV Hagen 1860     | 6:30  | 1187:1365   |                                 |

### Grupo Sul
| Pos. | Clube                  | Pts   | Pts+ : Pts- | Classificação               |
| ---- | ---------------------- | ----- | ----------- | --------------------------- |
| 1    | MTV 1846 Giessen       | 32:4  | 1384:1114   | Classificados para Playoffs |
| 2    | PSV Grünweiß Frankfurt | 31:5  | 1430:1082   | Classificados para Playoffs |
| 3    | USC Heidelberg         | 31:5  | 1430:1082   |                             |
| 4    | FC Bayern München      | 21:15 | 1195:1146   |                             |
| 5    | TSV Schwaben Augsburg  | 16:20 | 1140:1204   |                             |
| 6    | TSV 1860 München       | 21:15 | 1195:1146   |                             |
| 7    | Heidelberger TV 1846   | 13:23 | 1051:1180   |                             |
| 8    | BC Darmstadt           | 12:24 | 1105:1364   |                             |
| 9    | MTSV Schwabing         | 12:24 | 1105:1364   | Rebaixados                  |
| 10   | SV Möhringen           | 4:32  | 1099:1292   | Rebaixados                  |

## Final
|  | Semifinais             | Semifinais      | Semifinais | Semifinais |    |               | Final | Final |
|  |                        |                 |            |            |    |               |       |       |
|  | VfL Osnabrück          | 83              | 62         | 145        |    |               |       |       |
|  | PSV Grünweiß Frankfurt | 55              | 61         | 116        |    |               |       |       |
|  | PSV Grünweiß Frankfurt | 55              | 61         | 116        |    | VfL Osnabrück | 73    |       |
|  |                        |                 |            |            |    | VfL Osnabrück | 73    |       |
|  |                        | MTV 1846 Gießen | 85         |            |    |               |       |       |
|  | MTV 1846 Gießen        | MTV 1846 Gießen | 85         | 73         | 90 | 163           |       |       |
|  | MTV 1846 Gießen        |                 |            | 73         | 90 | 163           |       |       |
|  | SSV Hagen              | 63              | 95         | 158        |    |               |       |       |

## Campeões da Basketball Bundesliga (BBL) 1966–67
| Campeões da BBL 1966–67    |
| -------------------------- |
| MTV 1846 Gießen 2.º título |

## Clubes alemães em competições europeias
| Clube           | Competição        | Resultado                                                   |
| --------------- | ----------------- | ----------------------------------------------------------- |
| USC Heidelberg  | Copa dos Campeões | Eliminado na Segunda Fase por Real Madrid (88-93;89-104)    |
| MTV 1846 Gießen | Recopa Europeia   | Eliminado na Primeira Fase por Wisła Kraków (77-106:64-100) |